# Steve Wozniak
Stephen Gary "Woz" Wozniak (San Jose, Kalifornija, 11. kolovoza 1950.), Amerikanac poljskog prodrijetla, računalni znastvenik i suosnivač računalne tvrtke Apple Computers Inc. skupa sa Steveom Jobsom i Ronaldom Waynom. Njegovi izumi i strojevi u mnogome su doprinijele razvoju osobnih računala tijekom 1970-tih. Wozniak je dizajnirao računala Apple I i Apple II.